# Marie-Claire Restoux
Marie-Claire Restoux (La Rochefoucauld, 9 april 1968) is een voormalig judoka uit Frankrijk, die haar vaderland vertegenwoordigde bij de Olympische Spelen 1996 in Atlanta, Verenigde Staten. Daar won zij de gouden medaille in de klasse tot 52 kilogram. In de finale was de Française te sterk voor de Zuid-Koreaanse Hyun Sook-hee. Een jaar later won ze voor eigen publiek in Parijs ook de wereldtitel in haar gewichtsklasse.

## Erelijst

### Olympische Spelen
- 1996 – Atlanta, Verenigde Staten (– 52 kg)

### Wereldkampioenschappen
- 1997 – Parijs, Frankrijk (– 52 kg)
- 1999 – Birmingham, Verenigd Koninkrijk (– 52 kg)

### Europese kampioenschappen
- 1996 – Den Haag, Nederland (– 52 kg)
- 1997 – Oostende, België (– 52 kg)
- 1998 – Oviedo, Spanje (– 52 kg)

1992: Almudena Muñoz ·
1996: Marie-Claire Restoux ·
2000: Legna Verdecia ·
2004: Xian Dongmei ·
2008: Xian Dongmei ·
2012: An Kum-ae ·
2016: Majlinda Kelmendi · 
2020: Uta Abe · 
2024: Diyora Keldiyorova
- International Standard Name Identifier: 0000 0003 5876 6837
- Système universitaire de documentation: 086981862
- Virtual International Authority File: 208944395